# Рудня Островитая
Рудня Островитая (бел. Рудня Астравiтая), также Рудня Островитская (бел. Рудня Астравiцкая) — деревня в Червенском районе Минской области. Входит в состав Клинокского сельсовета.

## Географическое положение
Находится примерно в 11 километрах западнее райцентра, в 53 км от Минска, в 30 километрах от железнодорожной станции Пуховичи линии Минск-Осиповичи, в 3,2 км от трассы M-4 Минск—Могилёв (по дороге, по прямой 1,9 км), на реке Гать.

## Происхождение названия
Название Рудня связано с разработками в районе населённого пункта месторождения болотной железной руды.

## История
Деревня известна с XVII века. На 1795 год село в составе Игуменского уезда Минской губернии. На 1800 год здесь были село и фольварок, всего 46 дворов, где жили 319 человек, имелись деревянная православная Покровская церковь, мельница, сукновальня, корчма. В середине XIX века имение находилось в собственности помещика В. Булгака. Оно было известно добычей болотной железной руды, а также винокурением и пивоварением. Местное вино и пиво продавалось в заездных домах ближайших населённых пунктов и Игумена. Перепись населения Российской империи 1897 года отмечает только расположенное вблизи почтового тракта Червень—Марьина Горка имение в 1 двор, где имелось 14 строений, проживали 95 человек, работал винокуренный завод. На 1917 год в имении насчитывался 71 житель, работали музница и паровая мельница. После Октябрьской революции 1917 года на месте бывшего имения в 1922 году был организован совхоз «Калинина». 20 августа 1924 года деревня вошла в состав вновь образованного Войниловского сеьсовета Червенского района (с 20 февраля 1938 — Минской области. Согласно Переписи населения СССР 1926 года в совхозе числились 110 жителей деревни. В период Велийкой Отечественной войны деревня оккупирована немцами в начале июля 1941 года, 7 её жителей погибли на фронте. Освобождена в начале июля 1944 года. На 1960 год деревня Рудня Островитская, где проживали 102 человека, вблизи неё располагался смолозавод «Рудня», при неё жили ещё 7 человек. В 1980-е годы деревня входила в состав колхоза «Победа». На 1997 год в деревне насчитывалось 74 домохозяйства, жили 224 человека, функционировали животноводческая ферма, магазин. С 30 октября 2009 года в составе Червенского сельсовета, в 2013 году передана в Клинокский сельсовет.

## Инфраструктура
На 2013 год в деревне функционирует магазин.

## Население
- 1800 — 46 дворов, 319 жителей
- 1897 — 1 двор, 95 жителей
- 1917 — 1 двор, 71 житель
- 1926 — 110 жителей
- 1960 — 109 жителей
- 1997 — 74 двора, 224 жителя
- 2013 — 54 двора, 158 жителей